# Hiresulikeri, Koppal
Hiresulikeri là một làng thuộc tehsil Koppal, huyện Koppal, bang Karnataka, Ấn Độ.